# Милиоти, Николай Дмитриевич
Николай Дмитриевич Милиоти, Миллиоти (фр. Nicholas Millioti; 16 [28] января 1874, Москва — 26 декабря 1962, XIV округ Парижа) — русский живописец, последователь символизма, видный деятель Серебряного века, в последующем — эмигрант первой волны; старший брат и наставник Василия Милиоти.

## Биография
Родился 16 (28) января 1874 года в Москве, в семье греческого происхождения. Сын купца 1-й гильдии. Имел родственные связи с московскими родами Морозовых, Алексеевых и Корша. Летнее время проводил вместе с братьями в подмосковном имении князя Голицына Кузьминки.
Окончил 3-ю Московскую гимназию и с 1894 по 1900 годы занимался в Московском училище живописи, ваяния и зодчества у А. Е. Архипова, Л. О. Пастернака и В. А. Серова. Также посещал частную студию К. А. Коровина.
В 1898 году поступил на историко-филологический факультет Московского университета, а заканчивал образование в Париже в университете Сорбонны. Воинскую повинность отбывал в 35-й артиллерийской бригаде, 21 декабря 1901 года был произведен в прапорщики запаса полевой пешей артиллерии. Краткое время занимался в академии Р. Жюльена у Ж.-П. Лорана, Б. Констана и М. Уистлера.
В период 1900-х в манере символизма написал ряд картин, картин-«сновидений», а также стилизованные «галантные» сцены: «Ангел Печали», «Звон», «Волшебная роза», «Печальные птицы», «Пастораль», «Les Galants», «Шум моря». Сотрудничал с журналом «Золотое руно» и участвовал в выставках, устраивавшихся редакцией. Наиболее характерны аллегорические образы художника (ангелов, пейзажей-«миражей» и т. д.), написанные в виде красочных феерий, приближающихся к орнаментальной абстракции.
В апреле 1907 года вместе с братом был одним из организаторов московской выставки «Голубая роза». В 1910 году вышел из «Союза русских художников» вместе с группой А. Н. Бенуа и стал одним из учредителей возобновлённого «Мира искусства», а в 1912—1916 годах входил в его комитет.
С началом Первой мировой войны был призван в 12-ю Сибирскую стрелковую артиллерийскую бригаду, за боевые отличия был награжден четырьмя орденами. 20 сентября 1915 года произведен в подпоручики главнокомандующим армиями Западного фронта (производство утверждено Высочайшим приказом от 21 февраля 1916). Позднее был командирован в штаб 7-го Сибирского армейского корпуса, где состоял адъютантом генерала Радко Дмитриева.
В июне 1917 года по ходатайству ряда видных московских деятелей культуры был в числе 23 художников освобождён от воинской повинности и демобилизован. В 1918 году выехал в Ялту, где работал председателем Комиссии по охране художественных сокровищ Крыма, в которую входили С. К. Маковский, И. Я. Билибин, М. А. Волошин, Д. В. Айналов, С. Елпатьевский и другие.

### В эмиграции
В 1920 году эмигрировал сначала в Софию, где его мастерскую посещал царь Борис, а с 1921 по 1922 годы работал в Берлине. В ноябре 1921 года стал одним из учредителей Дома искусств.
В 1923 году переселился в Париж, где его мастерскую на площади Сорбонны, 3-бис, посещали Поль Валери, Райнер Мария Рильке, Андре Моруа. В этот период совместно с Н. С. Гончаровой оформил в театре Vieux-Colombier спектакль марионеток «Театр деревянных комедиантов» (постановка Ю. Л. Сазоновой-Слонимской и М. Ф. Ларионова, музыка Н. Н. Черепнина, 1924). Создал декорации и костюмы к спектаклю «Принцесса Карем» Лессажа (1925).
В 1925 году побывал в Америке, а позднее путешествовал по Италии, Испании, Голландии и Германии. С 1929 по 1930 году преподавал в Русской академии Т. Л. Сухотиной-Толстой. В 1931 году стал членом правления Союза деятелей русского искусства во Франции, а с 1933 года — членом секции художников, созданной при союзе. Одним из его учеников в Париже являлся Леонид Успенский.
В работах 1930-х годов преобладали портреты (А. Н. Бенуа, Н. А. Тэффи, Т. Л. Сухотина-Толстая, Ф. И. Шаляпин). В 1938 году французское правительство приобрело его автопортрет. Также неоднократно жертвовал свои картины для благотворительных лотерей в пользу Комитета помощи русским писателям и ученым, Московского землячества, Союза бывших деятелей русского судебного ведомства и др.
С 1940 по 1942 году проживал в Биаррице, где выполнил серию рисунков «Разрушения и бедствия войны» и участвовал в групповых выставках. В 1942 году вновь вернулся в Париж, где много работал и исполнил ряд автопортретов. В 1949 году был членом Комитета по организации мемориальной выставки М. Д. Рябушинской, а в 1958 году членом Комитета по сбору средств на издание биографии К. А. Коровина, членом Общества охранения русских культурных ценностей.
Скончался 26 декабря 1962 года в госпитале Кошен в Париже; похоронен на кладбище в Сент-Женевьев-де-Буа. После смерти художника почитательница его таланта Л. Панаева отправила его картины в Москву. С 1986 года работы экспонируются на выставках в Москве и Петербурге. Представлен в собраниях ГРМ, ГТГ, музеях Парижа, Белграда, Софии, Праги и Мальмё. Архив художника хранится у его внучки Е. Миллиоти в Москве.

## Семья
- Брат — Милиоти, Василий Дмитриевич (1875, Москва — 1943, Москва) — российский художник
- Сын — Миллиоти Павел Николаевич
  - Внучка — Миллиоти (Ванина) Наталья Павловна (род. 26 мая 1941, Москва), муж — Ванин Евгений Николаевич, майор медицинской службы, дочь — Ванина (Солодовник) Оксана Евгеньевна (род. 19 октября 1973)
- Сын — Миллиоти Юрий Николаевич
  - Внучка — Елена Юрьевна Миллиоти (род. 13 декабря 1937, Москва), актриса театра «Современник», была замужем за актёром Геннадием Фроловым (1937—2019), двое детей: сын (архитектор) и дочь Дарья Фролова (род. 22 сентября 1974 года) — актриса «Современника», актриса дубляжа[4].

## Выставки
Персональные
- 1907 — в Обществе свободного искусства в Брюсселе
- 1920 — в Ялте, в Крыму
- 1929 — в парижской галерее W. Hirshman (июнь)
- 1930 — в парижской галерее W. Hirshman (май)
- 1931 — в парижской галерее W. Hirshman (июль)
- 1938 — в парижской галерее J. Charpentier (май)
- 1949 — Биарриц, Франция

Групповые
- 1905—1907 — Выставка Союза русских художников (член союза в 1904—1910)
- 1905 — Выставка Нового общества художников (СПб.)
- 1906 — «Мир искусства» (СПб.)
- 1906 — Выставка русского искусства в Осеннем салоне в Париже (был избран членом Осеннего салона)
- 1907 — «Голубая роза» (Москва, с 18 марта)
- 1908 — «Венок» (СПб.)
- 1908 — 1-я выставка современных русских художников в Вене
- 1909 — «Салон» С. К. Маковского (СПб.)
- 1910 — Международная выставка в Брюсселе (получил Почётную медаль)
- 1911 — объединения «Мир искусства»
- 1912 — объединения «Мир искусства»
- 1918 — «Искусство в Крыму» (октябрь, Ялта, Крым)
- 1921 — «Мир искусства» (Осенний сало)
- 1921 — выставках русских художников в Париже (Devambez)
- 1922 — 1-я Русская художественная выставка в Берлине
- 1927 — «Мир искусства» (Bernheim-Jeune)
- 1928 — выставках русских художников в Бирмингеме
- 1928 — выставках русских художников в Брюсселе
- 1928 — выставках русских художников в Париже (Quatre-Chemins)
- 1929 — выставках русских художников в Париже (V. Girchman, июль)
- 1929 — выставках русских художников в Копенгагене
- 1930 — «Мир искусства» (V. Girchman, январь)
- 1930 — выставках русских художников в Белграде
- 1931 — выставках русских художников в Париже (d’Alignan)
- 1932 — выставках русских художников в Париже (La Renaissance)
- 1935 — выставках русских художников в Лондоне
- 1935 — выставках русских художников в Праге

## Награды
- Орден Святого Станислава 3-й ст. с мечами и бантом (ВП 21.10.1915)
- Орден Святой Анны 4-й ст. с надписью «за храбрость» (ВП 26.02.1916)
- Орден Святой Анны 3-й ст. с мечами и бантом (ВП 11.10.1916)
- Орден Святого Станислава 2-й ст. с мечами (ПАФ 29.05.1917)